# Центр Азии (обелиск)

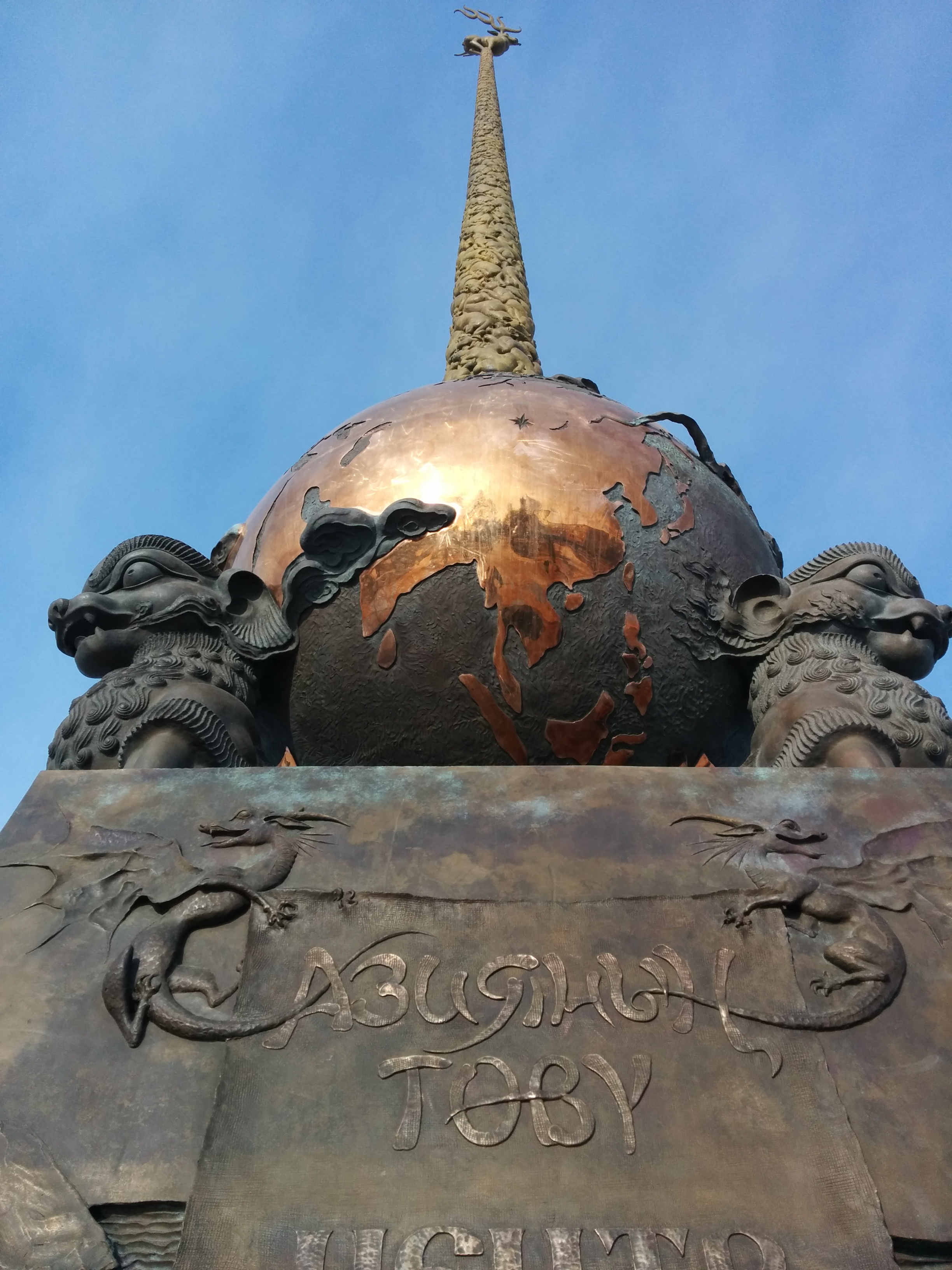
«Центр Азии» с близкого расстояния

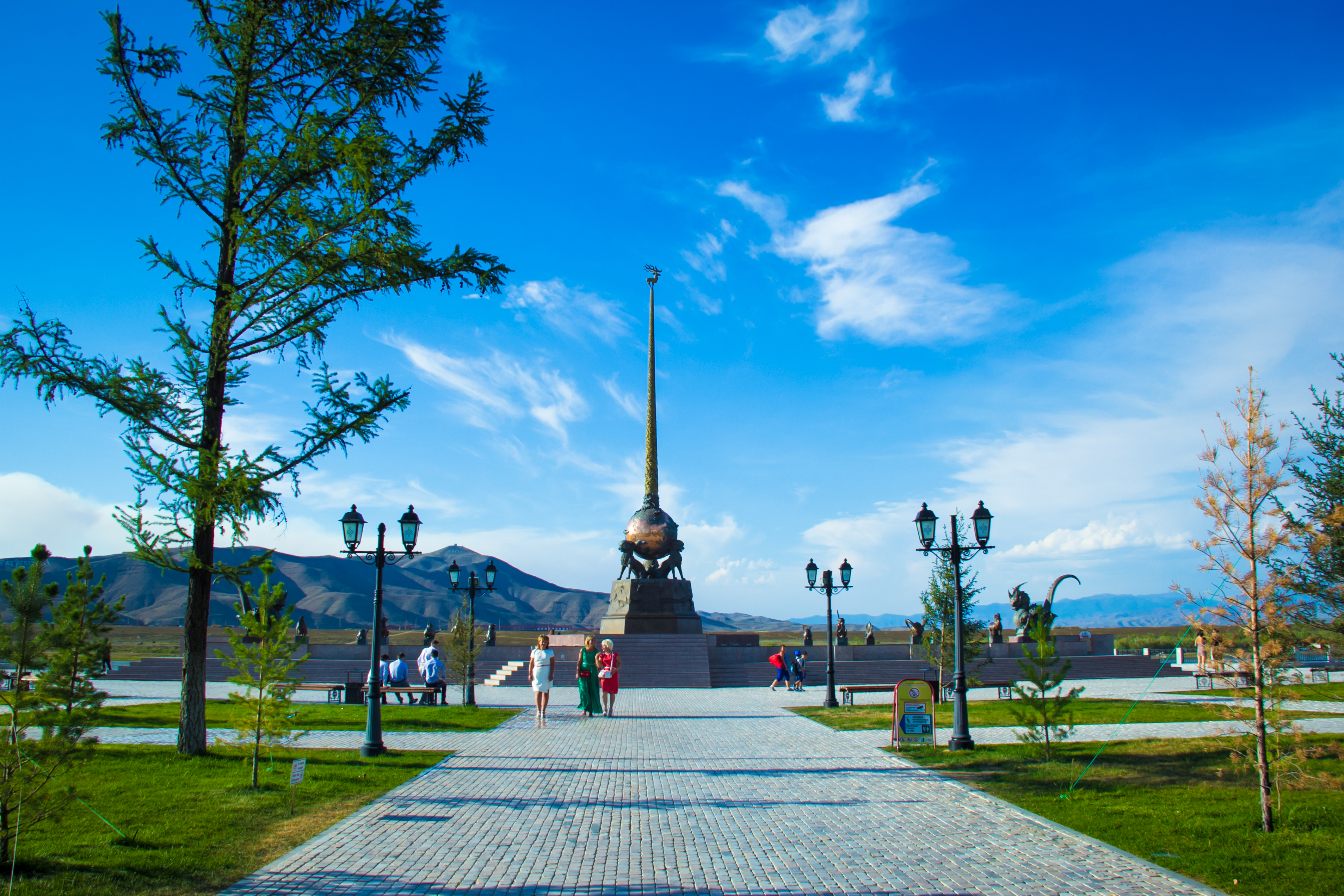
Центр Азии, август 2015 г.

2014 г., в честь 100-летия г. Кызыла и единения Тывы и России, также был установлен скульптурный ансамбль «Царская охота» ("Хаанның аңнаашкыны")

Обелиск «Центр Азии» (тув. Азий Диптиң Төвү) — памятник в Кызыле, на берегу Енисея, один из символов Тувы и наиболее известный монумент города.

## История

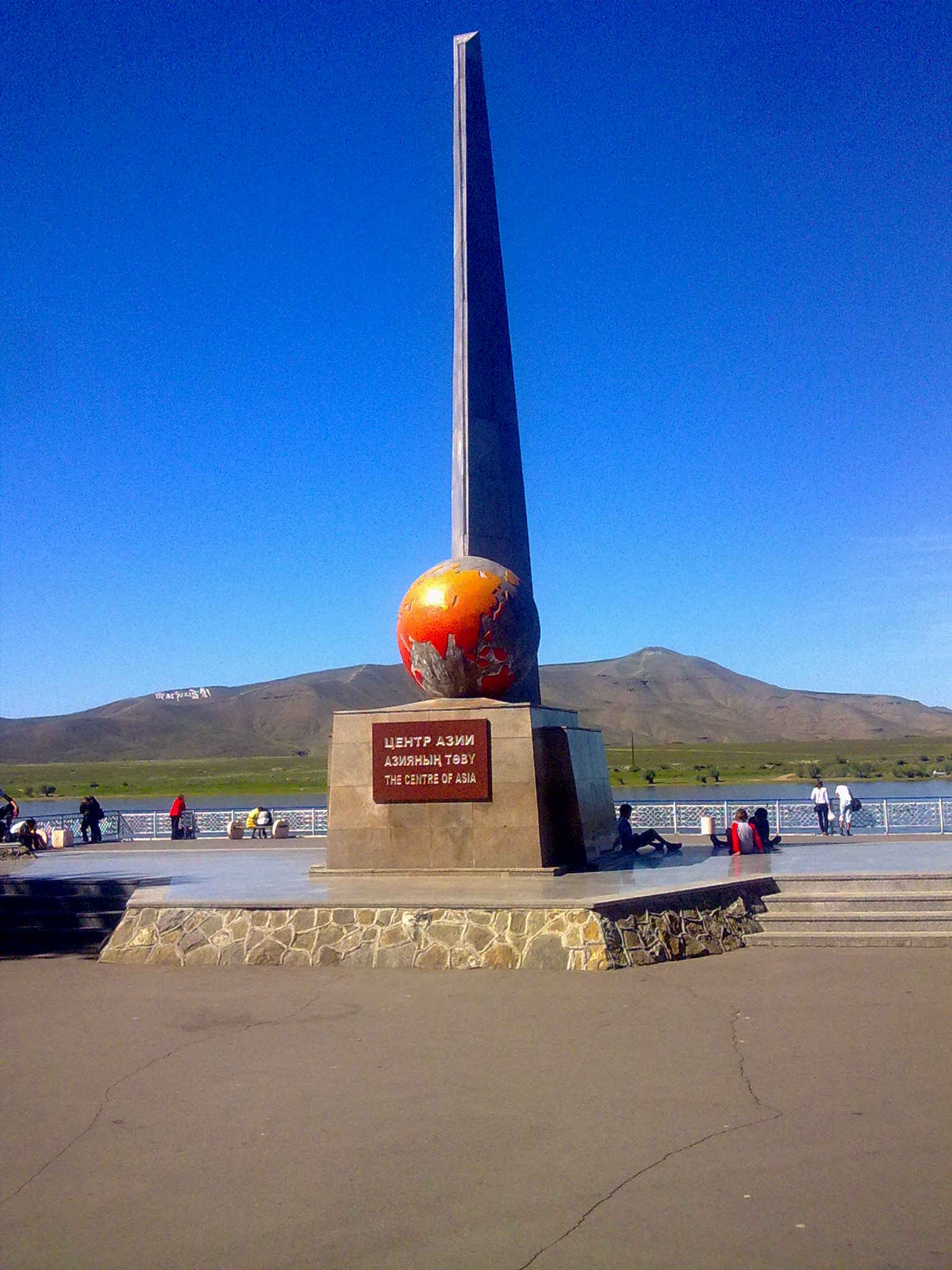
Предыдущая версия «Центра Азии». Скульптор В. Дёмин, архитекторы В. Бажин и В. Ветчинов

История обелиска «Центр Азии» весьма любопытна. Первое упоминание о центре Азии можно найти у инженера путей сообщения, начальника партии по исследованию Верхнего Енисея В. М. Родевича. В 1910 году он опубликовал в Санкт-Петербурге книгу «Очерк Урянхайского края (Монгольского бассейна реки Енисей)». В разделе о туристах В. М. Родевич упоминает: «В 90-х годах, однако, приехал в Урянхай английский путешественник со специальной целью видеть центр Азии, который, по его определению, пришёлся возле усадьбы Г. П. Сафьянова Салдам, на Енисее. Столб в садике усадьбы знаменует этот примечательный пункт. Англичанин, по его словам, уже посетил центры Европы, Африки и Австралии».
Усадьба Г. П. Сафьянова стояла на левом берегу Улуг-Хема в 23 верстах ниже слияния Бий-Хема и Каа-Хема. Позже знак центра Азии в виде небольшой усечённой пирамиды был установлен в Кызыле у здания электростанции на берегу Улуг-Хема.
В 1964 году, когда отмечалась 20-летняя годовщина добровольного вхождения Тувы в состав СССР, на берегу Енисея был установлен бетонный обелиск в виде земного шара на двухметровом квадратном постаменте с устремлённым ввысь трёхгранным шпилем, который разработал старейший художник республики Василий Фадеевич Дёмин по предложению исполкома горсовета. Двенадцатиметровый обелиск был возведён на левом берегу Улуг-Хема. Первоначально карта Тувы на обелиске была выложена драгоценными и полудрагоценными камнями, а сам центр Азии был отмечен позолоченным камнем. До нашего времени карта не сохранилась. Технический расчёт конструкции сделан инженером Валерием Бажиным. От обелиска начинается улица Комсомольская. Отсюда видны сливающиеся Бий-Хем и Каа-Хем.
Двадцать лет спустя, к 40-летию Советской Тувы, территория вокруг памятника была благоустроена, а сам обелиск и его постамент облицованы гранитом. Впоследствии, в начале аллеи, ведущей к обелиску, были поставлены скульптурные изображения арзыланов.
В 2014 году, к 100-летию единения Тувы с Россией, проведена реконструкция набережной, а вместе с ней и обелиска  Архивная копия от 3 сентября 2014 на Wayback Machine. Была не только облагорожена территория, но и заменён сам обелиск  Архивная копия от 3 сентября 2014 на Wayback Machine.

## Новый обелиск
Новый обелиск построен в 2014 году к 100-летию единения Тувы и России по проекту бурятского художника Даши Намдакова. Он представлен ансамблем из трёх львов, которые держат земной шар, увенчанный шпилем. Внешне памятник очень похож на предыдущий обелиск. На нём изображены грандиозные фигуры восточных драконов и высокая стела, декор которой выполнен в виде символических животных, переплетающихся в порыве восхождения к небу. Кроме того, люди видят двенадцать космогонических анималистических образов, которые составляют буддийский гороскоп. Кроме того, на площади, по соседству с обелиском, установлены скульптурные группы — бронзовая «Царская охота», выполненная также Д. Намдаковым и мраморная «Мой дом», автором которой является киргизский художник Жусупов Ибрагим. Работа И. Жусупова выполнена в рамках первого международного скульптурного симпозиума, который проводился в конце июля 2014 г. в Кызыле, и заняла второе место. Скульптура «Мой дом» состоит не из одного, а сразу из двух элементов: верблюда везущего поклажу и мальчика-пастуха, который стоит возле него.

## Расположение
Монумент расположен на левом берегу реки Енисей, несколько ниже места слияния рек Большой Енисей и Малый Енисей, на продолжении Комсомольской улицы.
Обелиск является символом географического центра Азии, а не точным геодезическим пунктом, определяющим эту географическую точку.

## Композиция до 2014 года
Памятник представлял собой трёхгранный обелиск высотой 10 метров, утверждённый на широком постаменте. У подножия обелиска на постаменте был установлен шар-глобус с нанесёнными на него контурами материков и особо выделенной территорией Тувы. На постаменте укреплена табличка с надписью «Центр Азии» на трёх языках: русском, тувинском и английском.